# دی‌ان‌ای هاچیموجی

یک مارپیچ دوگانه از دی‌ان‌ای طبیعی. دی‌ان‌ای هاچیموجی نیز از ساختار مشابهی برخوردار است.

دی‌ان‌ای هاچیموجی (از زبان ژاپنی 八文字 ‏hachimoji‏، به معنی «هشت حرف») یک آنالوگ اسید نوکلئیک مصنوعی است که علاوه بر چهار نوکلئوتید موجود در اسیدهای نوکلئیک طبیعی، دی‌ان‌ای و آران‌ای، از چهار نوکلئوتید مصنوعی نیز برخوردار است.